# Amt für Heeresentwicklung

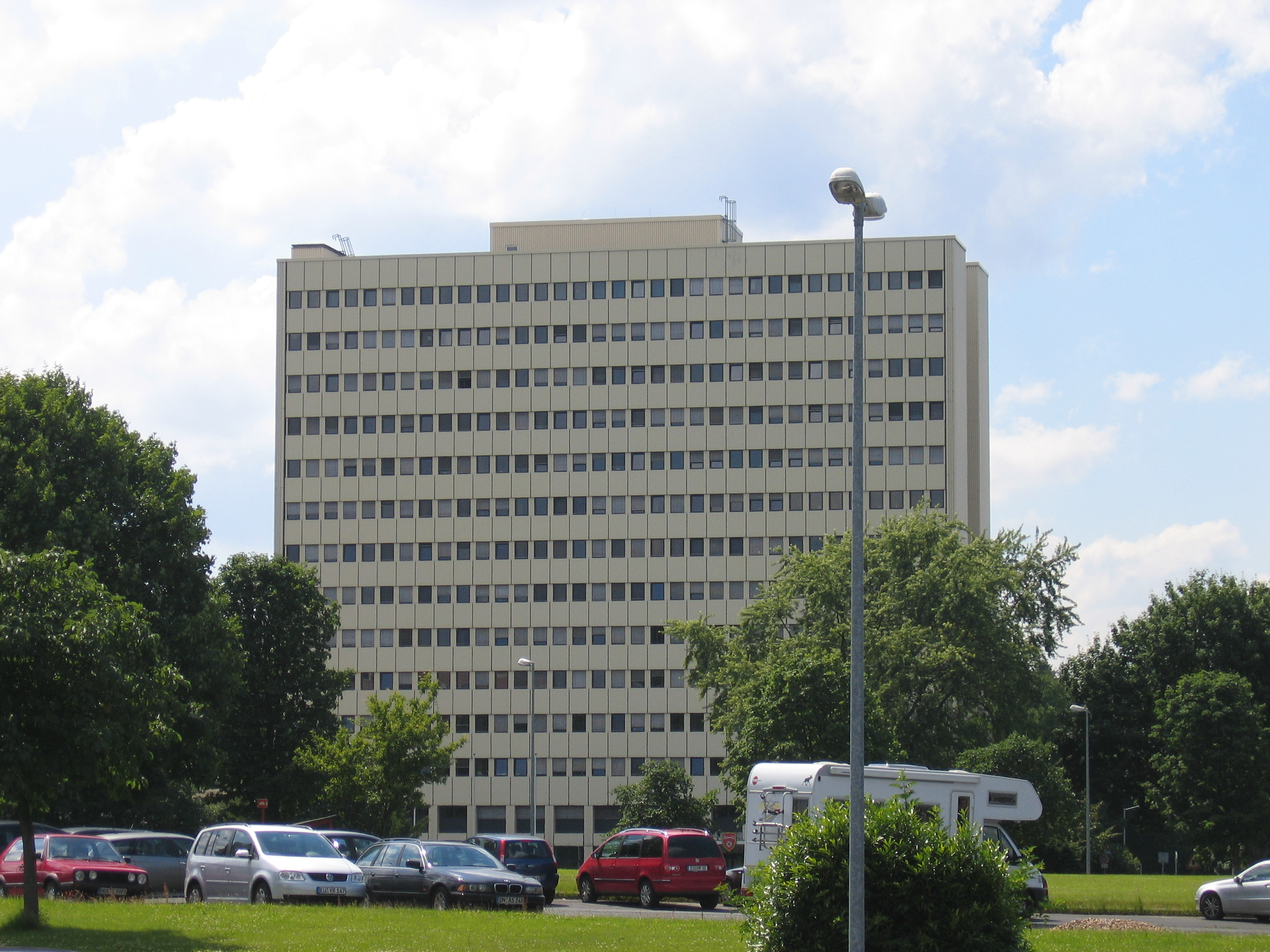
Ehemaliges Bürohochhaus des Amtes für Heeresentwicklung

Das Amt für Heeresentwicklung (AHEntwg) in Köln ist eine Dienststelle des Heeres der Bundeswehr. Es ist eine Kommandobehörde auf Divisionsebene.

## Auftrag
Das Amt für Heeresentwicklung ist für die Konzeption, Ausbildung, Organisation und Materialplanung des Heeres verantwortlich. Es erarbeitet die Grundlagen für alle im Heer künftig benötigten Fähigkeiten, entwickelt die vorhandenen weiter und führt sie zu einem modernen, zukunftsfähigen System Heer zusammen. Es arbeitet eng mit dem Planungsamt der Bundeswehr, dem Bundesamt für Ausrüstung, Informationstechnik und Nutzung der Bundeswehr und den Kommandos der militärischen Organisationsbereiche zusammen.

## Gliederung
Der Amtschef im Dienstgrad eines Generalmajors übernimmt die Leitung des Amtes, sein Stellvertreter im Dienstgrad Brigadegeneral ist zugleich Chef des Stabes. Die Amtsführung wird vom Stab unterstützt. Das Amt gliedert sich in fünf Abteilungen:
- Grundlagen/Querschnitt (Grdlg/Quer)
- Weiterentwicklung Kampf (WE Kpf)
- Weiterentwicklung Aufklärung/Unterstützung (WE Aufkl/Ustg)
- Counter Improvised Explosive Devices (C-IED)
- Organisation (Org)

## Geschichte
Das Amt für Heeresentwicklung wurde im Rahmen der Neuausrichtung der Bundeswehr zum 27. Juni 2013 in der Konrad-Adenauer-Kaserne in Köln, Stadtteil Raderthal, neu aufgestellt. De facto ging es aus dem Heeresamt, dessen Aufgaben es zum Großteil übernahm, hervor; ein anderer Teil ging an das neue Ausbildungskommando in Leipzig. Zudem übernahm das Amt für Heeresentwicklung die Aufgaben der Bereiche Weiterentwicklung der Ausbildungseinrichtungen des Heeres und ein Großteil deren Personals. Seit Mai 2023 befindet sich das Amt für Heeresentwicklung im Stadtteil Holweide in zwei Gebäuden (Haus 8 und 9) auf dem Axa-Campus in Köln.

## Amtschefs
| Nr. | Name                               | Beginn der Berufung | Ende der Berufung  |
| --- | ---------------------------------- | ------------------- | ------------------ |
| 5   | Generalmajor Klaus Frauenhoff      | 19. Oktober 2021    | -                  |
| 4   | Generalmajor Bernhard Liechtenauer | 26. September 2019  | 19. Oktober 2021   |
| 3   | Generalmajor Reinhard Wolski       | 22. September 2016  | 26. September 2019 |
| 2   | Generalmajor Wolfgang Köpke        | 24. November 2014   | 22. September 2016 |
| 1   | Generalmajor Erhard Drews          | 27. Juni 2013       | 24. November 2014  |